# 微發光二極體顯示器
微發光二極體顯示器，（英語：Micro Light Emitting Diode Display，縮寫為 ） ，是一種新興的平面顯示器，最早由德克萨斯理工大学江红星和林景瑜研究小组于2000年在堪萨斯州立大学时发明，2009年德克萨斯理工大学和江林创立的III-N Technology公司通过互补金属主动驱动 microLED 阵列实现了第一个 VGA 格式的高分辨率且具有视频功能的氮化铟镓microLED 微型显示器-氧化物半导体（CMOS）IC。目前已有廠商應用在電視機上，如韓國三星電子展出的146吋4K電視機和日本索尼展出的800吋Crystal LED 16K顯示系統。

## 歷史與現況
發光二極體（LED）於顯示器元件中的使用，起自於TFT-LCD背光模組的應用。TFT-LCD為一非自發光的平面顯示器，其元件功能類似光控制開關，需有一提供光源的背光模組。自1990年代TFT-LCD開始蓬勃發展時，即有廠商利用LED做為液晶顯示器之背光源，其具有高色彩飽和度、省電、輕薄等特點。然當時因成本過高、散熱不佳、光電效率低等因素，並未大量應用於TFT-LCD產品中。
至2000年代，將藍光LED chip封裝於含螢光粉的樹脂中而製成的白光LED，其製程、效能、成本已逐漸成熟；至2008年左右，白光LED背光模組（LED backlight module）呈現爆發性的成長，幾年間即全面取代傳統的冷陰極管背光（CCFL backlight module），其應用領域由手機、平板電腦、筆記型電腦、桌上型顯示器，乃至電視和公用看板。
然而，因TFT-LCD非自發光的顯示原理所致，其open cell穿透率約在7%以下，造成TFT-LCD的光電效率低落；且白光LED所能提供的色飽和度仍不如三原色LED（紅光LED、綠光LED、藍光LED），大部份TFT-LCD產品約僅72% NTSC；再則，於室外環境下，TFT-LCD亮度無法提昇至1000nits以上，致使影像和色彩辨識度低，為其一大應用缺陷。
故另一種直接利用三原色LED做為自發光顯示畫素的LED Display或Micro LED Display的技術也正在發展中。2000年，德克萨斯理工大学江红星和林景瑜研究小组于在堪萨斯州立大学时论文提出，并且德克萨斯理工大学和江林创立的III-N Technology公司通过互补金属主动驱动 microLED 阵列于2009年实现了第一个 VGA 格式的高分辨率且具有视频功能的氮化铟镓microLED 微型显示器-氧化物半导体（CMOS）IC。
隨著LED的成熟與演進，LED Display或Micro LED Display自2010年代起開始有著不一樣的面貌呈現。SONY在2012年展示55吋FHD「Crystal LED Display」原型機，係利用表面黏著技術（SMT, surface-mount technology）或COB技術，將LED chip黏著於電路基板上，高達6.2百萬（1920×1080×3）顆LED chip做為高解析的顯示畫素，對比可達百萬比一，色飽和度可達140% NTSC，無反應時間和使用壽命問題。然而在商業化上，仍有不少的成本與技術瓶頸存在，迄今未能量產。
一般的LED chip包含基板和磊晶層（Epitaxy）其厚度約在100~500μm，且尺寸介於100－1000μm。而更進一步正在進行的Micro LED Display研究在於，將LED表面厚約4－5μm磊晶層用物理或化學機制剝離（Lift-off），再移植至電路基板上。其Micro LED Display綜合TFT-LCD和LED兩大技術特點，在材料、製程、設備的發展較為成熟，產品規格遠高於目前的TFT-LCD或OLED，應用領域更為廣泛包含軟性、透明顯示器，為一可行性高的次世代平面顯示器技術。
自2010年後各廠商積極於Micro LED Display的技術整合與開發，然因Micro LED Display尚未有標準的μLED結構、量產製程與驅動電路設計，各廠商的專利佈局更是兵家必爭之地。迄2016年止，Luxvue（2014年5月已被Apple併購）、Mikro Mesa、SONY等公司皆已具數量規模的專利申請案，更有為數眾多的公司與研究機構投入相關的技術開發。
2018年，韓國三星電子在CES展上，已有146吋4K電視原型機亮相。
2019年8月SONY宣布提供 CLEDIS 146吋到219吋的大螢幕MicroLED顯示。
在小尺寸顯示方面: 2017年SID Display Week，glo與Jasper Display Corp共同發表全世界第一個0.55英寸（1.4）RGB全彩微型發光二極體顯示器，glo使用巨量轉移技術將微發光二極體鍵合在Jasper Display提供的矽基背板上。glo在2018年展出全球最亮  超過100,000 尼特超高亮度的單色微發光二極體顯示面板。
在2019年的SID Display Week，天馬微電子與錼創科技共同展示7.56英寸（19.2）穿透率大於60%的微發光二極體透明顯示器。華星光電TCL與錼創科技共同展示3.3英寸（8.4）穿透率約45%的微發光二極體透明顯示器。來自於英國的Plessey以wafer-to-wafer鍵合技術，展示一個0.7英寸（1.8）單片式藍色微發光二極體顯示器，Plessey導入自行開發monolithic全片式 氮化鎵發光二極體鍵合在Jasper Display提供的8微米像素間距的有源主動式元件矩陣矽基背板上。

## 顯示原理
Micro LED Display的顯示原理，係將LED結構設計進行薄膜化、微小化、陣列化，其尺寸僅在1~10μm等級左右；後將μLED批量式轉移至電路基板上（含下電極與電晶體），其基板可為硬性、軟性之透明、不透明基板上；再利用物理沈積製程完成保護層與上電極，即可進行上基板的封裝，完成一結構簡單的Micro LED Display。
μLED典型結構是一PN接面二極體，由直接能隙半導體材料構成。當上下電極施加一順向偏壓於μLED，致使電流通過時，電子、電洞對於主動區（Active region） 復合，而發射出單一色光。μLED發光頻譜其主波長的半高全寬FWHM僅約20nm，可提供極高的色飽和度，通常可大於120%NTSC。
且自2008年後LED光電轉換效率大幅提高，100 lm/W以上的LED已成量產之標準。而在Micro LED Display的應用上，為自發光的顯示特性，輔以幾乎無光耗元件的簡易結構，故可輕易達到低能耗（10%~20% TFT-LCD能耗） 或高亮度（1000nits以上） 的顯示器設計。即可解決目前顯示器應用的兩大問題，一是穿戴型裝置、手機、平板等設備，有8成以上的能耗在於顯示器上，低能耗的顯示器技術可提供更長的電池續航力；一是環境光較強（例：戶外、半戶外）致使顯示器上的影像泛白、辨識度變差的問題，高亮度的顯示技術可使其應用的範疇更加寬廣。

## 技術發展
| 製程種類       | Chip bonding | Wafer bonding | Thin film transfer                  |
| -------------- | ------------ | ------------- | ----------------------------------- |
| 顯示畫素種類   | μLED 晶片    | μLED 薄膜     | μLED 薄膜                           |
| 顯示基板尺寸   | 無尺寸限制   | 小尺寸        | 無尺寸限制                          |
| 轉移間距可調   | 可           | 不可          | 可                                  |
| 批量轉移能力   | 不可         | 可            | 可                                  |
| EPI 一次利用率 | 中           | 低            | 高                                  |
| EPI 多次利用率 | 無           | 中            | 高                                  |
| 成本           | 高           | 中            | 低                                  |
| 廠商           | SONY         | - Leti - ITRI | - Luxvue - PlayNitride - Mikro Mesa |

註解：
1. ↑  Chip bonding：晶片黏合係將LED直接進行切割成微米等級的μLED chip（含磊晶薄膜和基板），利用表面黏著技術（SMT， surface-mount technology） 或COB技術（Chip on board），將微米等級的μLED chip一顆一顆鍵接於顯示基板上。
2. ↑  Wafer bonding：晶圓黏合係在LED的磊晶薄膜層上用感應耦合電漿離子蝕刻（ICP），直接形成微米等級的μLED磊晶薄膜結構，此結構之固定間距即為顯示畫素所需的間距，再將LED晶圓（含磊晶層和基板）直接鍵接於驅動電路基板上，最後使用物理或化學機制剝離基板，僅剩4～5μm的μLED磊晶薄膜結構於驅動電路基板上形成顯示畫素。
3. ↑  Thin film transfer：係使用物理或化學機制剝離LED基板，以一暫時基板承載LED磊晶薄膜層，再利用感應耦合電漿離子蝕刻（ICP），形成微米等級的μLED磊晶薄膜結構；或者，先利用感應耦合電漿離子蝕刻（ICP），形成微米等級的μLED磊晶薄膜結構，再使用物理或化學機制剝離LED基板，以一暫時基板承載LED磊晶薄膜結構。最後，根據驅動電路基板上所需的顯示畫素間距，利用具有選擇性的轉移治具，將μLED磊晶薄膜結構進行批量轉移，鍵接於驅動電路基板上形成顯示畫素。

### 引用
- Murphy, David. . PC Mag. 2014-05-03  [2018-05-19]. （原始内容存档于2018-07-05）.
- Campos, Alvaro. . Motley Fool. 2014-05-13  [2018-05-19]. （原始内容存档于2021-06-18）.
- US 8552436,Andreas Bibl,「Light emitting diode structure」,发表于2013-10-08